# あの・・素敵な時間つくりたいんですケド。
『あの・・素敵な時間つくりたいんですケド。』は、遊助が2013年に行ったホールツアータイトル。また、2013年10月30日にソニー・ミュージックレコーズから、このライブを収録したDVDとBlu-ray Discが同時発売された。

## 概要
本来は33公演だったが、自分の年齢が34歳になったことから、公演数も34公演となった。これは自身最大の公演数となる。

## 日程
※は追加公演。
- 6月6日、松戸森のホール21
- 6月8日、岩手県民会館 大ホール
- 6月9日、いわき芸術文化交流館アリオス 大ホール
- 6月14日、新潟県民会館
- 6月16日、静岡市民文化会館
- 6月22日、大宮ソニックシティ大ホール
- 6月23日、大宮ソニックシティ大ホール
- 6月26日、NHKホール
- 6月29日、仙台イズミティ21 大ホール
- 7月6日、神戸国際会館こくさいホール
- 7月7日、神戸国際会館こくさいホール
- 7月9日、東京国際フォーラムホールA
- 7月10日、東京国際フォーラムホールA
- 7月14日、宇都宮文化会館
- 7月16日、グランキューブ大阪
- 7月17日、グランキューブ大阪
- 7月20日、広島文化学園HBGホール
- 7月21日、アルファあなぶきホール(大ホール)
- 7月27日、名古屋センチュリーホール
- ※7月28日昼、名古屋センチュリーホール
- 7月28日夜、名古屋センチュリーホール
- 8月2日、びわ湖ホール 大ホール
- 8月4日、長良川国際会議場
- 8月10日、ニトリ文化ホール
- 8月11日、旭川市民文化会館 大ホール
- 8月17日、ホクト文化ホール(長野県県民文化会館)・大ホール
- 8月20日、よこすか芸術劇場
- 8月21日、よこすか芸術劇場
- 8月24日、宮崎市民文化ホール
- 8月25日、大分iichikoグランシアタ
- 8月27日、グランキューブ大阪
- 8月28日、グランキューブ大阪
- 8月31日、福岡サンパレスホテル&ホール
- 9月1日、福岡サンパレスホテル&ホール

## 限定披露
基本は後述「DVD収録内容」にもあるセットリストだが、サプライズ好きである遊助は、今回も様々な公演で限定披露（曲、コラボ）が行われた。
| 日付    | 会場                        | タイトル                                                               | 備考 |
| ------- | --------------------------- | ---------------------------------------------------------------------- | --- |
| 7月17日 | グランキューブ大阪          | 『わがまま 遊turing TEE』 (コラボver.)                                 | TEEがサプライズ出演。 |
| 8月10日 | ニトリ文化ホール            | 『海賊船』                                                             | 歌詞に「8月10日」が入っているための特別披露。                                                                                                 |
| 8月21日 | よこすか芸術劇場            | 『怪盗MAGNUM 遊turing SHOCK EYE(from 湘南乃風)』 (コラボver.)          | SHOCK EYE(湘南乃風)がサプライズ出演。 |
| 8月24日 | 宮崎市民文化ホール          | 『Wherever you are 遊turing GILLE』 (コラボver.)                       | コラボしている「GILLE」が宮崎出身であるための出演となった。                                                                                   |
| 8月28日 | グランキューブ大阪          | 『VIVA! Nossa Nossa/ Ai Se Eu Te Pego』 (ミシェル・テロとのコラボver.) | 原曲を歌っている「ミシェル・テロ」と史上初のコラボが実現した。 （この映像は5thアルバム『あの・・旅の途中なんですケド。』特典DVDに収録された） |
| 8月31日 | 福岡サンパレスホテル&ホール | 『Earth Child』                                                        | 本人曰く「セミファイナルが好きなんです」ということによるサプライズ披露。                                                                      |
| 9月1日  | 福岡サンパレスホテル&ホール | 『海賊船』                                                             | ラスト公演によるサプライズ披露。この曲は2回目の限定披露となった。                                                                             |

## DVD
7月10日の東京国際フォーラムホールAでの模様を完全収録。
「あれっ・・ぐうぜんですケド。」以来となる約2年ぶりのライブDVDである。
DVD盤とBlu-ray盤の2種で発売。収録内容に違いはなく、Blu-ray盤は、1枚にまとめて収録されている。

### 収録曲

#### ディスク1
1. 遊援歌
2. 翼
3. 怪盗MAGNUM
4. 今夜は無礼講
5. ひまわり
6. VIVA! Nossa Nossa
7. いちょう
8. とうもろこし
9. ライオン
10. 芝居①
11. 空飛ぶ電車
12. 芝居②
13. たんぽぽ
14. わがまま
15. シンデレラ
16. 俺なりのラブソング
17. 処方箋
18. Ragga Ragga Birthday
19. わんぱく野球バカ
20. ミツバチ
21. 檸檬

#### ディスク2
1. アンコール
2. アーチ
3. ひと
4. みんなのうた